# Agusan du Nord
La province de Agusan del Norte est une province des Philippines.

## Villes et municipalités
Municipalités
- Buenavista
- Carmen
- Jabonga
- Kitcharao
- Las Nieves
- Magallanes
- Nasipit
- Remedios T. Romualdez
- Santiago
- Tubay

Villes
- Butuan
- Cabadbaran